# Каве
Каве (італ. Cave) — муніципалітет в Італії, у регіоні Лаціо,  метрополійне місто Рим-Столиця.
Каве розташоване на відстані близько 39 км на схід від Рима.
Населення — 11 244 особи (2014).

## Демографія
Населення за роками:

Станом на 1 січня 2023 року в муніципалітеті офіційно проживало 1158 іноземців з 58 країн, серед них 621 громадянин країн Євросоюзу та 43 громадяни України.

## Сусідні муніципалітети
- Кастель-Сан-П'єтро-Романо
- Дженаццано
- Палестрина
- Рокка-ді-Каве
- Вальмонтоне